# Großer Preis von Spanien 1969
Der Große Preis von Spanien 1969 (offiziell XV Spanish Gran Premio de España) fand am 4. Mai auf dem Circuit de Montjuïc in Barcelona statt und war das zweite Rennen der Automobil-Weltmeisterschaft 1969.

## Berichte

### Hintergrund
Die Rennstrecke auf dem Montjuïc in Barcelona, auf der zwischen 1968 und 1975 im jährlichen Wechsel mit dem Circuito del Jarama nahe Madrid der Große Preis von Spanien ausgetragen wurde, war für den Grand Prix 1969 mit Leitplanken ausgestattet worden. Dennoch galt sie weiterhin als eine der schwierigsten und gefährlichsten Strecken der Formel-1-Geschichte.
In den zwei Monaten, die zwischen dem ersten WM-Lauf in Südafrika und dem Spanien-GP lagen, hatten zwei nicht zur Weltmeisterschaft zählende Formel-1-Rennen in Großbritannien stattgefunden. Jackie Stewart und Jack Brabham konnten jeweils eine dieser Veranstaltungen für sich entscheiden.
Lediglich 14 Fahrer wurden für den Großen Preis von Spanien gemeldet, da lokale Privatfahrer, die in Südafrika das Feld ergänzt hatten, fehlten. Innerhalb der Werksteams gab es keine wesentlichen Veränderungen. Lotus verzichtete diesmal auf den Einsatz eines dritten Werkswagens. Erstmals trat der Privatrennstall von Frank Williams bei einem WM-Lauf an, mit dem Fahrer Piers Courage.
Wie schon beim ersten Lauf traten die Teams wieder mit zum Teil üppigen Flügelkonstruktionen an den Wagen an.

### Training
Jochen Rindt erzielte in seiner besten Trainingsrunde als einziger Fahrer an diesem Wochenende eine Zeit unter 1:26 Minuten und sicherte sich damit die Pole-Position vor Chris Amon und Graham Hill. Stewart und Brabham bildeten die zweite Reihe vor Joseph Siffert, Jacky Ickx und Denis Hulme in Reihe drei.

### Rennen
Rindt ging von der Pole-Position in Führung und konnte sich schnell einen Vorsprung vor dem zweitplatzierten Amon herausfahren. Es folgte Hill, der sich auf Platz drei vorgekämpft hatte, vor Siffert auf Platz vier.
In der neunten Runde brachen im Bereich einer Kuppe am Ende der Start-Ziel-Geraden bei rund 230 km/h Radaufhängung und Heckflügel an Hills Lotus 49. Der dadurch unkontrollierbar gewordene Wagen schlug auf beiden Seiten der Strecke mehrfach heftig in die Leitplanken ein und kam schließlich nach rund 150 Metern zum Stehen. Hill blieb unverletzt und begab sich zu Fuß zurück zur Box. Das Wrack seines Wagens wurde unterdessen nicht geborgen, sondern – wie damals üblich – am Rand der Strecke vor der Leitplanke belassen. Hill befürchtete am baugleichen Wagen seines Teamkollegen Rindt einen ähnlichen Bruch der Bauteile und versuchte Rindt mit Handzeichen zu warnen, was jedoch misslang. In Runde 20 bestätigte sich Hills Vermutung, als Rindt an gleicher Stelle wie er wenige Minuten zuvor einen nahezu gleichen Unfall hatte. Auch Rindts Wagen schlug mehrfach in die Leitplanken ein, rutschte sogar mehrere Meter auf ihnen entlang und rammte schließlich mit hoher Geschwindigkeit das Wrack von Hills Lotus, worauf er sich überschlug und kopfüber liegen blieb. Hill eilte dorthin zurück und half den Streckenposten bei der Bergung des Piloten, der nur schwer aus seinem stark verbogenen Monocoque zu befreien war. Mit einem Nasenbeinbruch und einer Gehirnerschütterung kam Rindt vergleichsweise glimpflich davon.
Nun lag Amon mit einem verhältnismäßig komfortablen Vorsprung in Führung. Als ihm zudem wenig später von seiner Boxenmannschaft signalisiert wurde, dass der Zweitplatzierte Siffert in Runde 31 ausgefallen war, verringerte er die Geschwindigkeit, da der Vorsprung auf den nun Zweitplatzierten Stewart unaufholbar schien. Amon hatte jedoch das Pech, dass in Runde 57 seine Kühlung ausfiel und dadurch der Motor versagte. Ab diesem Zeitpunkt lag Stewart in Führung, zunächst noch dicht gefolgt von Ickx, an dessen Wagen jedoch ebenfalls der Heckflügel der Belastung nicht standhielt und nach oben knickte. Ickx fuhr noch drei Runden mit dem beschädigten Flügel, bevor er an der Box einen neuen montieren ließ. Danach fiel er auf Rang drei zurück und musste den zweiten Platz Bruce McLaren überlassen. Wenige Runden vor Schluss musste Ickx dann schließlich aufgeben, nachdem der linke untere Querlenker der hinteren Radaufhängung vermutlich durch den vom Heckflügel erzeugten Abtrieb beschädigt worden war. Der dritte Platz ging an Jean-Pierre Beltoise.
Stewart gewann das Rennen letztlich mit mehr als zwei Runden Vorsprung vor dem Zweitplatzierten. Eine ähnliche Situation gab es im weiteren Verlauf der Formel-1-Geschichte nur noch ein einziges Mal, und zwar beim Großen Preis von Australien 1995, als Damon Hill mit zwei Runden Vorsprung vor Olivier Panis siegte.
Angesichts der beiden heftigen Unfälle wurde nach dem Rennen über ein Verbot der hochragenden Flügel diskutiert.

## Meldeliste
| Team                          | Nr. | Fahrer               | Chassis            | Motor                    | Reifen |
| ----------------------------- | --- | -------------------- | ------------------ | ------------------------ | ------ |
| Gold Leaf Team Lotus          | 01  | Graham Hill          | Lotus 49B          | Ford Cosworth DFV 3.0 V8 | F      |
| Gold Leaf Team Lotus          | 02  | Jochen Rindt         | Lotus 49B          | Ford Cosworth DFV 3.0 V8 | F      |
| Motor Racing Developments     | 03  | Jack Brabham         | Brabham BT26A      | Ford Cosworth DFV 3.0 V8 | G      |
| Motor Racing Developments     | 04  | Jacky Ickx           | Brabham BT26A      | Ford Cosworth DFV 3.0 V8 | G      |
| Bruce McLaren Motor Racing    | 05  | Denis Hulme          | McLaren M7A        | Ford Cosworth DFV 3.0 V8 | G      |
| Bruce McLaren Motor Racing    | 06  | Bruce McLaren        | McLaren M7C        | Ford Cosworth DFV 3.0 V8 | G      |
| Matra International (Tyrrell) | 07  | Jackie Stewart       | Matra MS80         | Ford Cosworth DFV 3.0 V8 | D      |
| Matra International (Tyrrell) | 08  | Jean-Pierre Beltoise | Matra MS80         | Ford Cosworth DFV 3.0 V8 | D      |
| Reg Parnell Racing            | 09  | Pedro Rodríguez      | BRM P126           | BRM P142 3.0 V12         | D      |
| Rob Walker Racing Team        | 10  | Joseph Siffert       | Lotus 49B          | Ford Cosworth DFV 3.0 V8 | F      |
| Frank Williams Racing Cars    | 11  | Piers Courage        | Brabham BT26A      | Ford Cosworth DFV 3.0 V8 | D      |
| Owen Racing Organisation      | 12  | Jackie Oliver        | BRM P133           | BRM P142 3.0 V12         | D      |
| Owen Racing Organisation      | 14  | John Surtees         | BRM P138           | BRM P142 3.0 V12         | D      |
| Scuderia Ferrari SpA SEFAC    | 15  | Chris Amon           | Ferrari 312 (1969) | Ferrari 255C 3.0 V12     | F      |

## Klassifikationen

### Startaufstellung
| Pos. | Fahrer               | Konstrukteur | Zeit   | Ø-Geschwindigkeit | Start |
| ---- | -------------------- | ------------ | ------ | ----------------- | ----- |
| 01   | Jochen Rindt         | Lotus-Ford   | 1:25,7 | 159,249 km/h      | 01    |
| 02   | Chris Amon           | Ferrari      | 1:26,2 | 158,325 km/h      | 02    |
| 03   | Graham Hill          | Lotus-Ford   | 1:26,6 | 157,594 km/h      | 03    |
| 04   | Jackie Stewart       | Matra-Ford   | 1:26,9 | 157,049 km/h      | 04    |
| 05   | Jack Brabham         | Brabham-Ford | 1:27,8 | 155,440 km/h      | 05    |
| 06   | Joseph Siffert       | Lotus-Ford   | 1:28,2 | 154,735 km/h      | 06    |
| 07   | Jacky Ickx           | Brabham-Ford | 1:28,4 | 154,385 km/h      | 07    |
| 08   | Denis Hulme          | McLaren-Ford | 1:28,6 | 154,036 km/h      | 08    |
| 09   | John Surtees         | B.R.M.       | 1:28,9 | 153,516 km/h      | 09    |
| 10   | Jackie Oliver        | B.R.M.       | 1:29,2 | 153,000 km/h      | 10    |
| 11   | Piers Courage        | Brabham-Ford | 1:29,3 | 152,829 km/h      | 11    |
| 12   | Jean-Pierre Beltoise | Matra-Ford   | 1:29,5 | 152,487 km/h      | 12    |
| 13   | Bruce McLaren        | McLaren-Ford | 1:29,7 | 152,147 km/h      | 13    |
| 14   | Pedro Rodríguez      | B.R.M.       | 1:34,1 | 145,033 km/h      | 14    |

### Rennen
| Pos. | Fahrer               | Konstrukteur | Runden | Stopps | Zeit       | Start | Schnellste Runde |
| ---- | -------------------- | ------------ | ------ | ------ | ---------- | ----- | ---------------- |
| 01   | Jackie Stewart       | Matra-Ford   | 90     | 0      | 2:16:54,0  | 04    | 1:29,5           |
| 02   | Bruce McLaren        | McLaren-Ford | 88     | 0      | + 2 Runden | 13    | 1:31,6           |
| 03   | Jean-Pierre Beltoise | Matra-Ford   | 87     | 1      | + 3 Runden | 12    | 1:29,7           |
| 04   | Denis Hulme          | McLaren-Ford | 87     | 1      | + 3 Runden | 08    | 1:29,3           |
| 05   | John Surtees         | B.R.M.       | 84     | 2      | + 6 Runden | 09    | 1:30,0           |
| 06   | Jacky Ickx           | Brabham-Ford | 83     | 1      | DNF        | 07    | 1:30,5           |
| –    | Pedro Rodríguez      | B.R.M.       | 73     | 0      | DNF        | 14    | 1:32,7           |
| –    | Chris Amon           | Ferrari      | 56     | 0      | DNF        | 02    | 1:28,5           |
| –    | Jack Brabham         | Brabham-Ford | 51     | 0      | DNF        | 05    | 1:30,5           |
| –    | Joseph Siffert       | Lotus-Ford   | 30     | 0      | DNF        | 06    | 1:29,5           |
| –    | Jochen Rindt         | Lotus-Ford   | 19     | 0      | DNF        | 01    | 1:28,3 (15.)     |
| –    | Piers Courage        | Brabham-Ford | 18     | 0      | DNF        | 11    | 1:31,8           |
| –    | Graham Hill          | Lotus-Ford   | 8      | 0      | DNF        | 03    | 1:29,4           |
| –    | Jackie Oliver        | B.R.M.       | 1      | 0      | DNF        | Box   | —                |

## WM-Stände nach dem Rennen
Die ersten sechs des Rennens bekamen 9, 6, 4, 3, 2, 1 Punkt(e). Die besten fünf Ergebnisse der ersten sechs und die besten vier der letzten fünf Rennen zählten zur Meisterschaft. In der Konstrukteurswertung zählten dabei nur die Punkte des bestplatzierten Fahrers eines Teams.

### Fahrerwertung
| Pos. | Fahrer               | Konstrukteur  | Punkte |
| ---- | -------------------- | ------------- | ------ |
| 01   | Jackie Stewart       | Matra-Ford    | 18     |
| 02   | Bruce McLaren        | McLaren-Ford  | 8      |
| 03   | Denis Hulme          | McLaren-Ford  | 7      |
| 04   | Graham Hill          | Lotus-Ford    | 6      |
| 05   | Jean-Pierre Beltoise | Matra-Ford    | 5      |
| 06   | Joseph Siffert       | Lotus-Ford    | 3      |
| 07   | John Surtees         | B.R.M.        | 2      |
| 08   | Jacky Ickx           | Brabham-Ford  | 1      |
| 09   | Jackie Oliver        | B.R.M.        | 0      |
| 10   | Sam Tingle           | Brabham-Repco | 0      |

| Pos. | Fahrer           | Konstrukteur  | Punkte |
| ---- | ---------------- | ------------- | ------ |
| –    | Peter de Klerk   | Brabham-Repco | 0      |
| –    | Jochen Rindt     | Lotus-Ford    | 0      |
| –    | Pedro Rodríguez  | B.R.M.        | 0      |
| –    | Chris Amon       | Ferrari       | 0      |
| –    | Jack Brabham     | Brabham-Ford  | 0      |
| –    | Mario Andretti   | Lotus-Ford    | 0      |
| –    | John Love        | Lotus-Ford    | 0      |
| –    | Basil van Rooyen | McLaren-Ford  | 0      |
| –    | Piers Courage    | Brabham-Ford  | 0      |

### Konstrukteurswertung
| Pos. | Konstrukteur | Punkte |
| ---- | ------------ | ------ |
| 01   | Matra-Ford   | 18     |
| 02   | McLaren-Ford | 10     |
| 03   | Lotus-Ford   | 6      |
| 04   | B.R.M.       | 2      |

| Pos. | Konstrukteur  | Punkte |
| ---- | ------------- | ------ |
| 05   | Brabham-Ford  | 1      |
| 06   | Brabham-Repco | 0      |
| –    | Ferrari       | 0      |